# Селіжай
Селіжа́й (рос. Селижай, ерз. Селижай) — присілок у складі Торбеєвського району Мордовії, Росія. Входить до складу Варжеляйського сільського поселення.
Населення — 13 осіб (2010; 25 2002).
Національний склад станом на 2002 рік:
- мордва — 96 %